# Сук-Ляхад (округ)
Округ Сук-Ляхад (араб. معتمدية سوق الأحد) — округ в Тунісі. Входить до складу вілаєту Кебілі. Адміністративний центр — Сук-Ляхад.
| Туніс | Це незавершена стаття з географії Тунісу. Ви можете допомогти проєкту, виправивши або дописавши її. |